# Nationale Vergadering (Libanon)

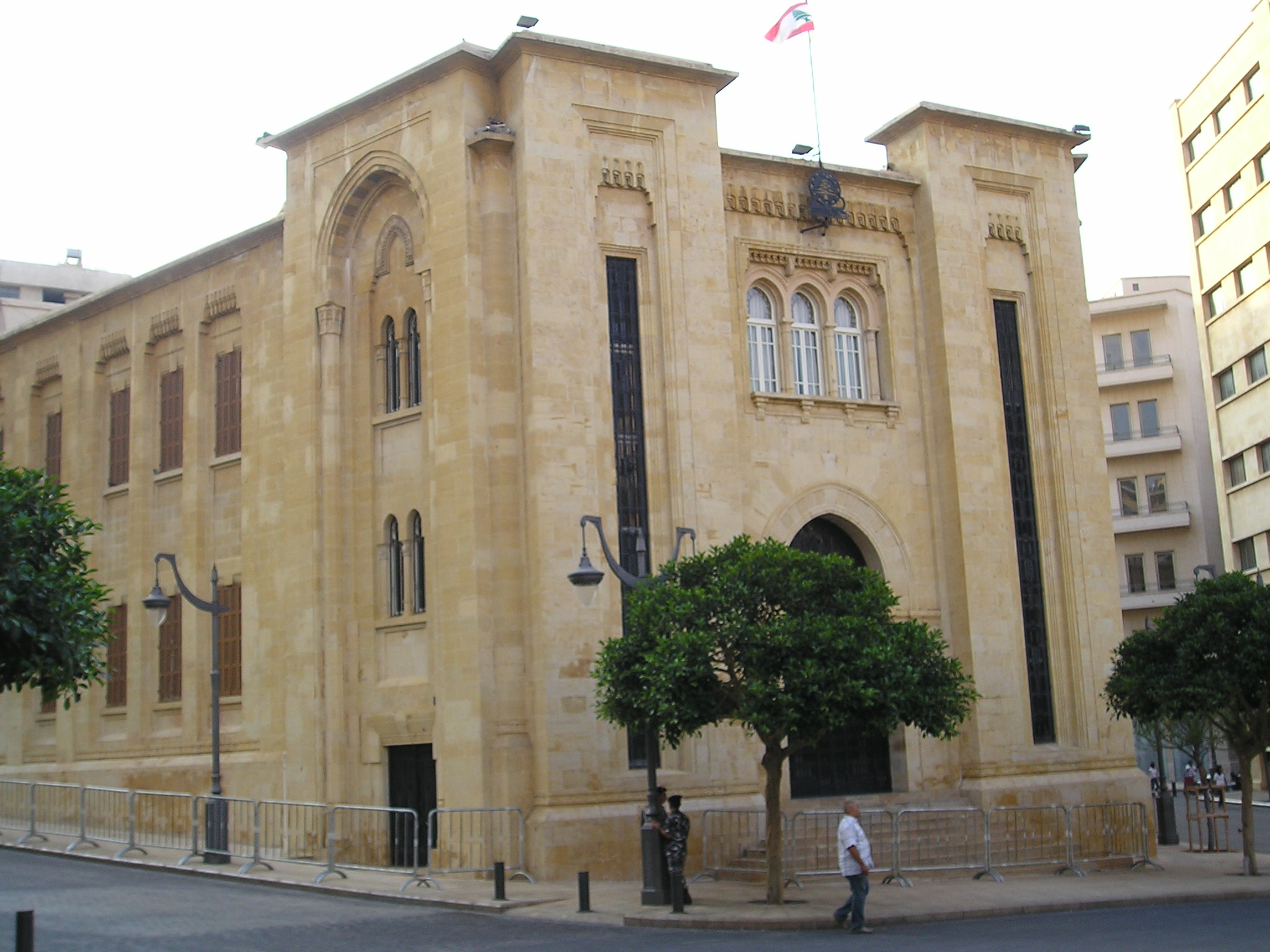
Parlementsgebouw van Libanon aan de Place d'Étoile

De Nationale Vergadering van Libanon (Arabisch: مجلس النواب Majlis an-Nuwwab, Frans: Assemblée Nationale Libanaise) is het eenkamerparlement van Libanon.
De Nationale Vergadering bestaat uit 128 leden die voor een termijn van vier jaar worden gekozen. Volwassen Libanezen hebben kiesrecht en brengen hun stem uit op de kandidaat van keuze in hun kieskring. Alle zetels zijn gereserveerd voor de grotere religieuze minderheden van Libanon. Tot 1989 telde de Nationale Vergadering 99 zetels en hadden de christenen recht op de meeste zetels (54), de moslims hadden, ofschoon zij waarschijnlijk sinds de jaren 60 de meerderheid van de bevolking uitmaakten, recht op 45 zetels. Aan het einde van de Libanese burgeroorlog werd in 1989 het Akkoord van Taif gesloten, waarna het zetelaantal van de Nationale Vergadering werd verhoogd naar 128 en de christenen en de moslims ieder 64 zetels kregen in het parlement.

## Bevoegdheden
Het parlement kiest de president en moet het kabinet goedkeuren. De president moet met tweederdemeerderheid worden gekozen. Ofschoon de premier door de president wordt benoemd, moeten hij en de andere ministers het vertrouwen van het parlement krijgen. Andere belangrijke bevoegdheden van de Nationale Vergadering zijn het goedkeuren van wetten en uitgaven.

## Voorzitter
De voorzitter van de Nationale Vergadering wordt voor een termijn van vier jaar gekozen (en kan herkozen worden). Hij moet een sjiiet zijn. De voorzitter maakt deel uit van het zogenaamde "driemanschap" (president, premier, parlementsvoorzitter) die in feite de staatsmacht in handen hebben. De voorzitter van de Nationale Vergadering bezit uitgebreide bevoegdheden en kan over iedere wet zijn veto uitspreken. De huidige voorzitter van de Nationale Vergadering is (sinds 1992) Habih Berri.

## Zetelverdeling naargodsdienst
| Godsdienst               | Zetels 1943-1989 | Zetels 1989-heden |
| ------------------------ | ---------------- | ----------------- |
| Maronieten               | 30               | 34                |
| Grieks-orthodoxen        | 11               | 14                |
| Grieks-katholieken       | 6                | 8                 |
| Armeens-Orthodoxen       | 4                | 5                 |
| Armeens-katholieken      | 1                | 1                 |
| Protestanten             | 1                | 1                 |
| Andere christenen        | 1                | 1                 |
| Totaal aantal christenen | 54               | 64                |
| Soennieten               | 20               | 27                |
| Sjiieten                 | 19               | 27                |
| Druzen                   | 6                | 8                 |
| Alawieten                | 0                | 2                 |
| Totaal aantal Moslims    | 45               | 64                |

## Verwijzing
1. ↑  [letterlijke vertaling: Kamer van Afgevaardigden]